# Cent escoles de pensament
Les Cent escoles de pensament o zhuzi baijia (en xinès tradicional: 諸子百家, en xinès simplificat: 诸子百家, pinyin: zhūzǐ bǎijiā, Wade-Giles: chu-tzu pai-chia, literalment "tots els mestres de les cent escoles") va ser un període d'una gran expansió cultural i intel·lectual a la Xina, comprès entre els anys 770 aC i 221 aC, és a dir, durant les èpoques agitades de les Primaveres i tardors i dels Regnes combatents, a la fi de la dinastia Zhou. També se l'anomena l'edat d'or de filosofia xinesa perquè s'hi van desenvolupar un gran nombre d'idees, moltes de les quals han influït profundament la consciència i el comportament social de tota l'Àsia oriental fins avui dia. Els pensadors d'aquesta època van ser sovint erudits itinerants, que eren contractats per diversos governants estatals com a assessors sobre els mètodes de govern, de guerra i de diplomàcia. Aquest període es va acabar amb l'arribada al poder de la dinastia Qin i la subsegüent purga filosòfica ordenada per l'emperador Qin Shi Huangdi.

## Història
La dinastia Zhou (1122 aC–256 aC) va consolidar el control de la Xina tot dividint del territori en feus, que es van repartir entre els membres de la família reial i els seus seguidors. Amb el temps, però, aquests feus es van anar independitzant del poder central i van constituir-se en regnes que van començar a competir entre si. Com a resultat d'aquestes lluites va crear-se un estat de guerra gairebé permanent, i els sistema de govern dels Zhou va deixar de garantir la unitat política.
La fragmentació del territori xinès en regnes combatents va tenir l'efecte de fragmentar també les institucions culturals, i els "funcionaris" d'aquestes institucions van haver de buscar la manera de guanyar-se la vida, tot oferint els seus serveis com a assessors dels sobirans dels diversos regnes. Va ser a partir dels ensenyaments de cadascun d'aquests erudits que va aparèixer la gran quantitat d'escoles de pensament d'aquest període.

## Lessis escoles
Hi ha hagut diversos intents de triar d'entre tots aquests corrents aquells que es poden considerar essencials dins la història del pensament xinès. El primer historiador que va fer-ne una classificació va ser Sima Tan (vers el 165 aC – 110 aC), que va definir "les sis escoles": 
1. daodejia o escola del Tao ('el camí') i del Te ('la força interior'); més coneguda com a daojia, o taoisme,
2. rujia o escola de lletrats, coneguda com a "confucianisme"; els ru ('lletrats') eren els mestres experts en l'estudi i l'ensenyament dels llibres clàssics i de la cultura clàssica,
3. mojia o escola de Mozi; gran rival de l'anterior, que preconitzava un utilitarisme radical, la pau i l'igualitarisme,
4. yinyangjia o escola del Yin-yang; escola cosmològica de caràcter estrictament naturalista,
5. mingjia o escola de noms; una mena de sofisme xinès,
6. fajia o escola de lleis; escola basada en teories de governació fonamentades en l'establiment d'un codi penal amb un estricte sistema de càstigs, i en una estructura de càrrecs públics amb les recompenses corresponents.[1]

## Lesdeu escoles
Un altre historiador, Liu Xin (vers el 46 aC - 23 dC), va fer una nova classificació en què va afegir quatre escoles a les sis de Sima Tan:
1. zonghengjia o escola dels diplomàtics; partidària d'emprar la política i la diplomàcia per a resoldre pràcticament els problemes, sense ocupar-se dels aspectes morals,
2. nongjia o escola dels agricultors; preconitzava un igualitarisme comunalista basat en l'agricultura,
3. zajia o escola dels eclèctics; va compendiar diverses filosofies minoritàries,
4. xiaoshuojia o escola dels narradors de contes o "de les petites narracions"; recull del pensament de filòsofs menors.